# Queen of the Night
| Оценки критиков | Оценки критиков |
| Источник        | Оценка          |
| --------------- | --------------- |
| AllMusic        | [ 1 ]           |

«Queen of the Night» — песня американской певицы Уитни Хьюстон из кинофильма «Телохранитель» (1992). Сначала её можно было купить в альбоме-саундтреке к этому фильму, а 13 октября 1993 года песня вышла и отдельным синглом. Это был пятый (и последний) сингл альбома, после «I Will Always Love You», «I’m Every Woman», « I Have Nothing» и «Run to You».